# Pama, Burkina Faso
Pama är en provinshuvudstad i Burkina Faso.   Den ligger i provinsen Province de la Kompienga och regionen Est, i den sydöstra delen av landet, 270 km sydost om huvudstaden Ouagadougou. Pama ligger 222 meter över havet och antalet invånare är 8 902.
Terrängen runt Pama är platt. Runt Pama är det mycket glesbefolkat, med 4 invånare per kvadratkilometer.. Pama är det största samhället i trakten.
Omgivningarna runt Pama är en mosaik av jordbruksmark och naturlig växtlighet.